# فرانك تشيستر
فرانك تشيستر هو سياسي كندي، ولد في 30 نوفمبر 1901 في وينيبيغ في كندا، وتوفي في 13 أغسطس 1966. حزبياً، نشط في Manitoba Liberal Party ‏.